# Getzbach
Der Getzbach ist ein 9 km langer Bach im  Hohen Venn, in der belgischen Provinz Lüttich.

## Verlauf
Der Getzbach entspringt im Hochmoor des sogenannten Brackvenn, in einem Bereich um die N 67 Monschau – Eupen, nahe der deutschen Staatsgrenze bei Mützenich und fließt in die Wesertalsperre, wo er gemeinsam mit dem Wasser der Hill, das über einen 1,5 km langen Tunnel herangeführt wird, den Getzbacharm bildet.
Das sumpfige Quellgebiet des Getzbachs mit seinen wassergefüllten Palsen, liegt im beschränkt zugänglichen Naturschutzgebiet. Seit Mai 2010 ist das Quellgebiet im nördlichen Brackvenn von zahlreichen Biberfamilien besiedelt, die mit ihren Aktivitäten im Sinne der Renaturierung der einstmaligen Sumpflandschaft, einen heutzutage durchaus gewünschten Rückstau des Wassers verursachen.

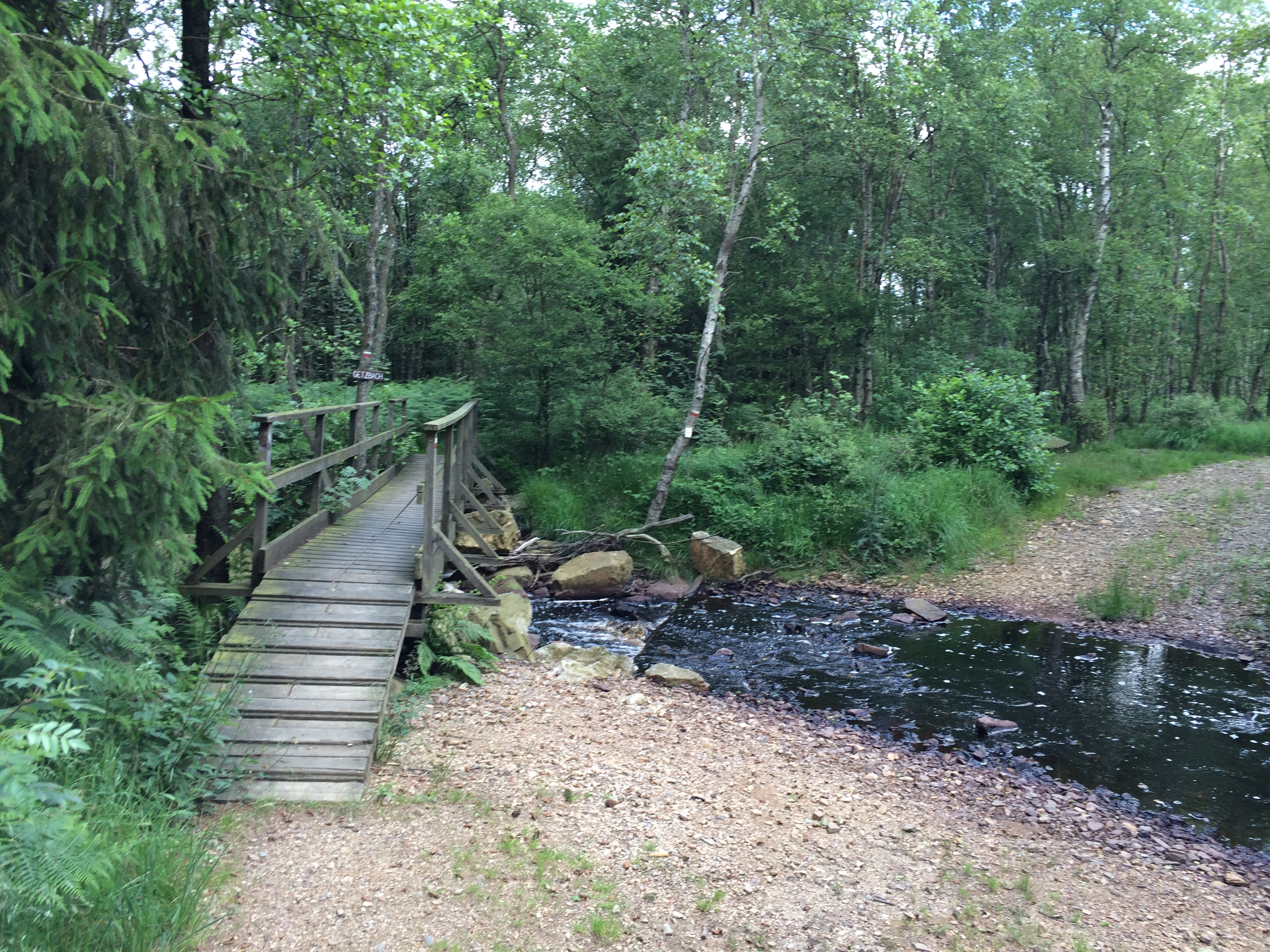
Furt am Getzbach
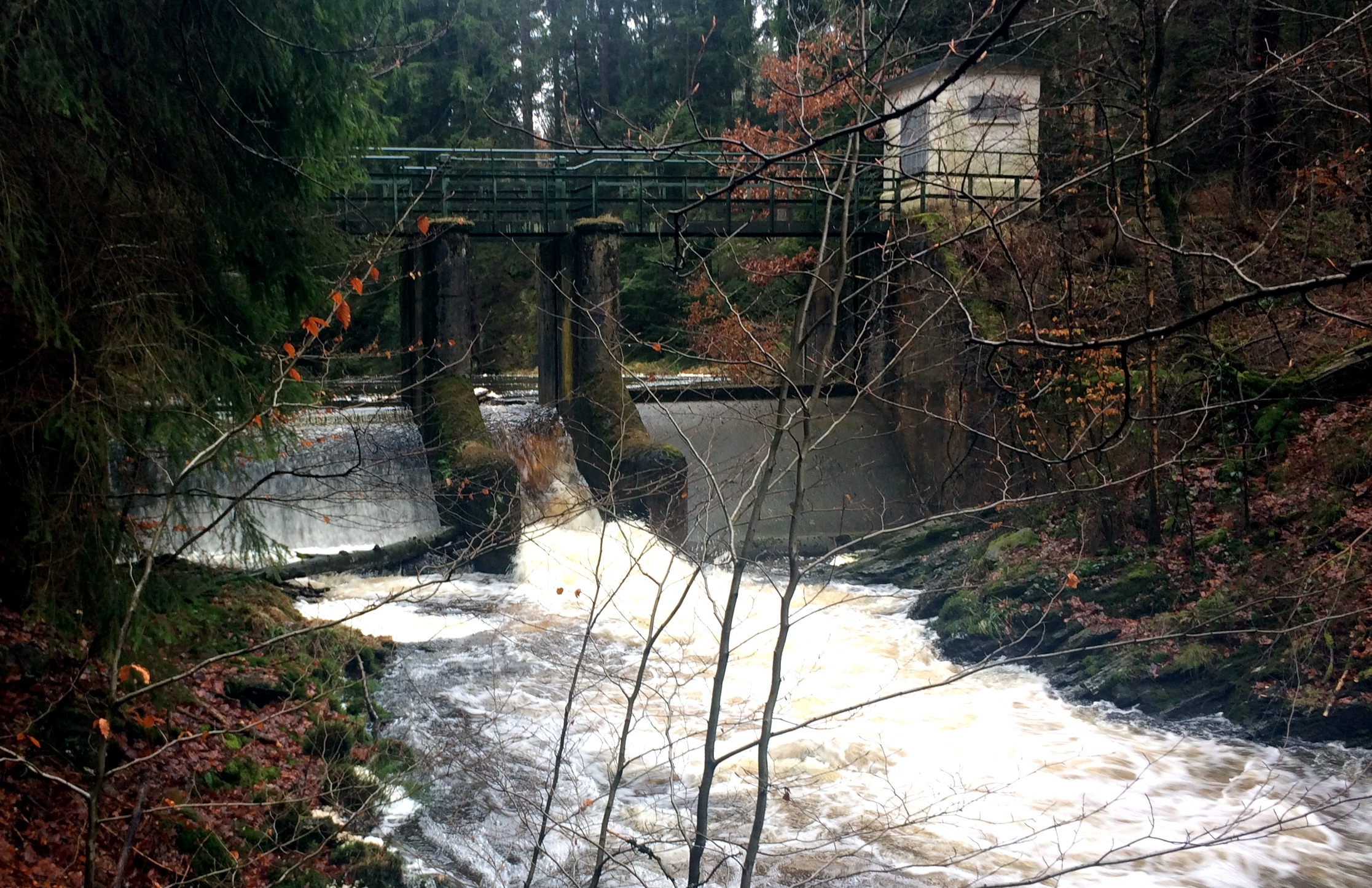
Zulaufmessung vor Wesertalsperre